# Herman Liebaers
Herman Liebaers (Tienen, 1 de febrero de 1919 – Bruselas, 9 de noviembre de 2010) fue un lingüista belga. Fue director general de la Biblioteca Real de Bélgica y Mariscal de la Casa Real de Bélgica y presidente de la Federación Internacional de Asociaciones de Bibliotecarios y Bibliotecas de 1969 a 1974.

## Biografía
Se licenció en licenciatura de la Universidad de Gante en 1942 y el doctorado en 1955 en la misma universidad. En 1943 comenzó a trabajar en la Biblioteca Real de Bélgica en Bruselas (Albertina). Durante la guerra, fue arrestado por los nazis y encerrado en los campos de concentración de Breendonk y Huy. En 1950, estuvo seis meses en Estados Unidos con la beca del Programa Fulbright y trabajó unas pocas meses en la Biblioteca del Congreso de Estados Unidos. De 1951 a 1956, fue secretario asistente de la Belgian American Educational Foundation. En 1954 se convirtió en bibliotecario de la CERN.
En 1956 volvería a la Biblioteca Real de Bruselas, fue nombrado su director general, y ayudó a supervisar la construcción de sus nuevas instalaciones. Desde 1969 hasta 1974, fue presidente de la Federación Internacional de Asociaciones de Bibliotecarios y Bibliotecas (IFLA), y posteriormente presidente honorario. Fue editor y biógrafo de la poetisa del siglo 19 Hélène Swarth. De 1973 a 1981, sería nombrado Mariscal de la Casa Real de Bélgica del rey Balduino. Fue el primer holandés hablando en flamenco en ese puesto.